# The Road of Dreams
The Road of Dreams är en poesibok av deckarförfattaren Agatha Christie. Den publicerades på egen bekostnad av Geoffrey Bles i januari 1925 till ett pris av fem shilling. Endast en upplaga av den 112-sidiga volymen publicerades och den var odaterad.

## Historia
Christie skrev poesi under större delen av sitt liv. Hennes första spårbara publicerade verk är tre dikter från 1919: World Hymn i The Poetry Review-numret för mars/april, Dark Sheila i Poetry Today-numret för maj/juni och A Passing i samma tidskrift för november/december. Alla tre dikterna finns omtryckta i The Road of Dreams (med den första under den något ändrade titeln World Hymn, 1914).
Boken är indelad i fyra avsnitt:
- A Masque from Italy: Tio dikter skapade kring temat commedia dell'arte, centrerade kring karaktären Harlequin, en föregångare till novellerna om Harley Quin.
- Ballads: Sju romantiska dikter/ballader som innehåller berättelser om riddare, damer och dödsfall i barnsäng.
- Dreams and Fantasies: Sju dikter med vaga referenser till drömmar och mardrömmar.
- Other Poems: Elva dikter med diverse teman.

Den sista delen innehåller en dikt med titeln In a Dispensary som nämner många av de gifter som Christie skulle komma att använda i sin långa fiktiva karriär.

## Mottagande
The Times Literary Supplement lovordade i sitt nummer av den 26 februari 1925 A Masque from Italy och andra utvalda dikter samtidigt som man konstaterade att "hennes talang är dock för känslig för att göra en ballad på ett övertygande sätt" och att World Hymn, 1914 var ett "ämne som var för stort för hennes hand att greppa". Den avslutade dock med att konstatera att i dikter som Beatrice Passes (ur Dreams and Fantasies) kommer hennes "verkliga poetiska gåva bäst till pass".
The Scotsman den 23 mars 1925 sade:
"Miss Agatha Christie visar i sin diktbok, 'The Road of Dreams', ett tilltalande lyriskt sinne. Rörelsen i hennes vers är lätt och graciös, och dess substans, även om den inte är av "tankekompakt", är inte tom. Sådana rader är dock – och det finns några – som:
"The South Wind comes a-whispering, a-whispering from the sea,"
är banala. Flöde på vers är inte allt. En starkare ton slås an i några av balladerna, till exempel The Ballad of the Flint. Här har miss Christie en historia att berätta, och längs "verklighetens väg" svänger hon ganska kraftfullt. I den första samlingen av sånger, grupperade som A Masque from Italy – spelarna är den gamla och övernya Harlequin och kompani – är Miss Christie kanske lyckligast. Dikten är en ganska charmig bubbla."

## Bortglömt verk
Christie nämner inte boken i sin självbiografi. Hennes officiella biografi berättar att Eden Phillpotts, en vän till familjen, skrev till henne och sa till henne att hon "hade stora lyriska gåvor". Han varnade henne också för att den inte skulle sälja bra, och det visade sig att han hade rätt när exemplaren förblev osprättade och osålda långt in på 1960-talet.
Innehållet i boken trycktes om i samlingen Poems från 1973 som "Volume 1", även om det finns flera skillnader mellan de två utgåvorna (se Poems för detaljer).